# Bijakovići
Bijakovići è una frazione nel comune di Čitluk, Bosnia ed Erzegovina.
Oltre alla sua vicinanza ad un'altra ben nota frazione, Međugorje, questa località è anche nota per la nascita di una delle veggenti, Marija Pavlović.